# Renick James
Renick James (ur. 21 sierpnia 1987) – belizeński judoka. Olimpijczyk z Rio de Janeiro 2016, gdzie zajął siedemnaste miejsce w wadze średniej.

## Letnie Igrzyska Olimpijskie 2016
| Konkurencja | Eliminacje         | Klas. końcowa |
| Konkurencja | Przeciwnik I       | Miejsce       |
| ----------- | ------------------ | ------------- |
| 90 kg       | Ovini Uera (NRU) P | 17.           |